# Das Traumhotel
Das Traumhotel ist eine Fernsehserie, die von 2003 bis 2014 unter der Leitung von Karl Spiehs produziert wurde. Ausgestrahlt wurde die Sendung sowohl im Ersten als auch in ORF 2.

## Handlung

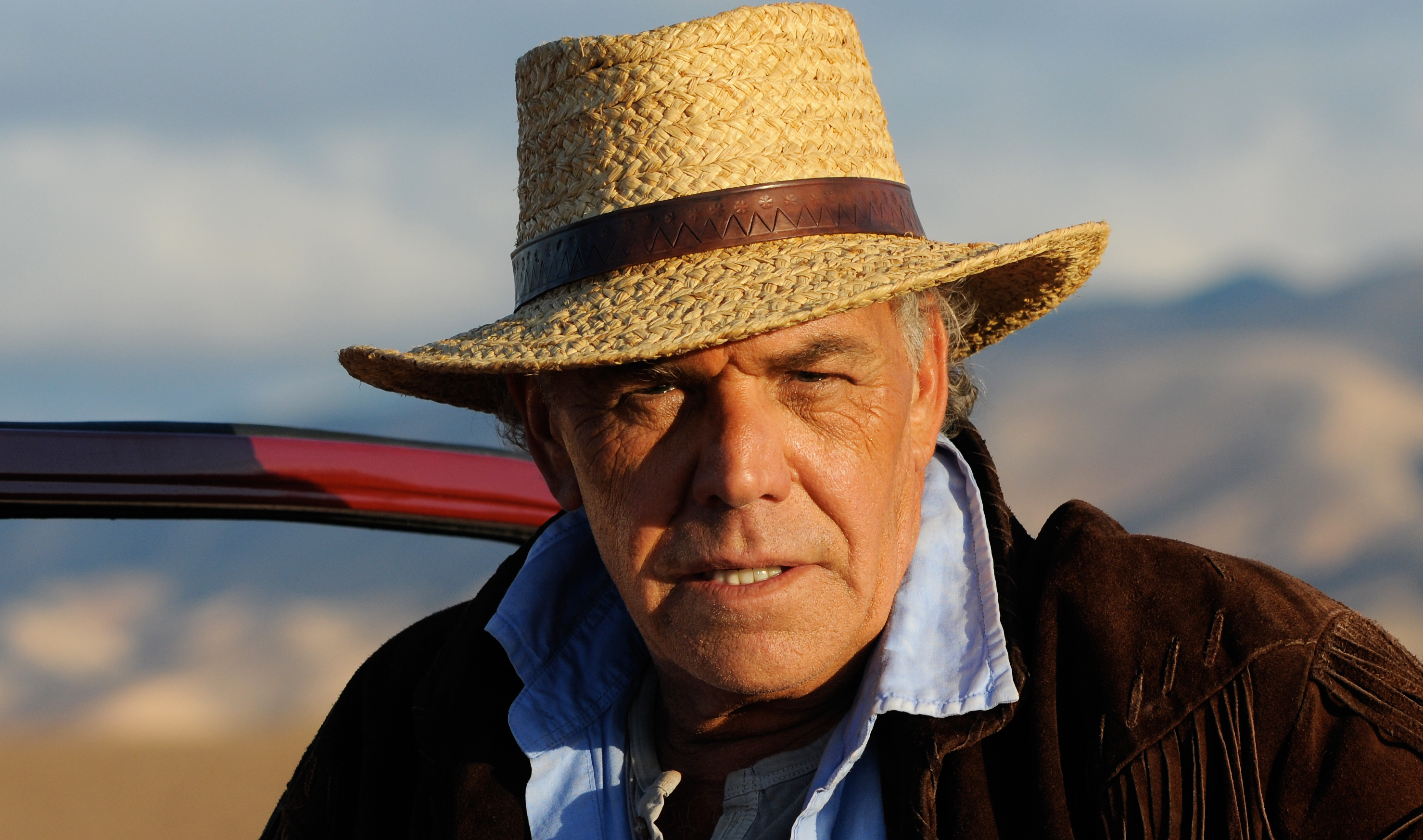
Christian Kohlund im Jahr 2013 bei den Dreharbeiten zur 20. Folge in Marokko

Hauptperson der Serie ist Markus Winter (Christian Kohlund), dessen Tante Dorothea von Siethoff einst die Siethoff-Hotelgruppe gründete und deren Besitzerin ist. Zunächst als Hotelmanager und später als Geschäftsführer der Hotelgruppe sucht Markus in jeder Folge ein anderes der Luxus-Hotels dieser Gruppe auf, fungiert dort als Manager oder Direktor, hat manche Erlebnisse und löst Probleme seiner Angestellten und Gäste. Dabei hat er in verschiedenen Episoden seine Tochter Leonie an der Seite. Auch seine Tante nimmt in den Anfangsjahren oft am Geschehen teil. Die einzelnen Folgen bestehen meist aus drei voneinander unabhängigen Handlungssträngen. Häufig sind dies zwei Geschichten, die sich um die Gäste drehen, sowie eine Geschichte, in welche die Belegschaft des jeweiligen Hotels verwickelt ist.

## Besetzung
| Darsteller            | Rolle                 | Bemerkung                                | Folge      | Jahr            |
| --------------------- | --------------------- | ---------------------------------------- | ---------- | --------------- |
| Christian Kohlund     | Markus Winter         | Geschäftsführer der Siethoff-Hotelgruppe | 1–20       | 2004–2014       |
| Miriam Morgenstern    | Leonie Winter         | Tochter von Markus                       | 1–5, 7, 10 | 2004–2008       |
| Anna Hausburg         | Leonie Winter         | Tochter von Markus                       | 15, 18, 20 | 2011–2014       |
| Ruth Maria Kubitschek | Dorothea von Siethoff | Tante von Markus                         | 1–6, 20    | 2004–2006, 2014 |

Alle anderen Darsteller haben nur Episodenrollen.

## Episodenliste
| Episode | Titel                  | Erstausstrahlung | Traumhotels                                                       | Gaststars (Rolle) |
| ------- | ---------------------- | ---------------- | ----------------------------------------------------------------- | --- |
| 1       | Sterne über Thailand   | 16. April 2004   | J.W. Marriott Phuket / Mandarin Oriental                          | Franz Buchrieser (Simon Vogler), Saskia Valencia (Ariane Thermölen), Helmut Zierl (Jan Thermölen), Lara Joy Körner (Helen Frahm), Ralf Bauer (Daniel Lewy), Cherry Phungpraserat (Sherry Edwards) (Suay), Sabine Petzl (Miriam), Andreas Tobias (Niko) |
| 2       | Verliebt auf Mauritius | 23. April 2004   | Beachcomber Dinarobin                                             | Anica Dobra (Tina Berger), Stephan Ullrich (Klaus Wulf), Elke Winkens (Janin), Heio von Stetten (Pastor Stefan Meier), Severin Sonntag (Benny Berger), Alexander Lutz (Olaf Kreuzenbeck), Elisabeth Lanz (Kerstin Jansen), Ilse Neubauer (Frau Kreuzenbeck) |
| 3       | Zauber von Bali        | 8. April 2005    | Oberoi Lombok                                                     | Pierre Brice (Pierre Fontanne), Marion Mitterhammer (Maria Helmi), Ulrich Reinthaller (Roland Heller), Claudia Messner (Heide Heller), Clelia Sarto (Franziska Helmi), Stefano Bernardin (Jan), Mandala Tayde (Sowiemon), Alexander Klaws (Sänger Alexander) |
| 4       | Überraschung in Mexiko | 29. April 2005   | Hacienda Temozon (Starwood)                                       | Michael Gwisdek (Julian von Behrenberg), Carolina Vera Squella (Esmeralda), Manuel Witting (Charles), Antje Schmidt (Norma Wood), Hans Sigl (Matthias Greiner), Jonas Lovis Kemmler (Joshi Greiner) |
| 5       | Seychellen             | 17. Januar 2006  | Beachcomber Sainte Anne Resort & Spa                              | Miroslav Nemec (Horst Körner), Anja Kruse (Nora Körner), Claudine Wilde (Helena Kaufmann), Hardy Krüger jr. (Wayne Carstens), Radost Bokel (Florentine), Horst Janson (Robert Kaufmann), Daniel Morgenroth (Oliver Possard) |
| 6       | Indien                 | 3. Februar 2006  | Taj Exotica Goa / Taj Lake Palace Hotel                           | Erol Sander (Prinz Shandro), Gargi Patel (Maharani), Marijam Agischewa (Charlotte Thieme), Frank Hoffmann (Maharadscha), Marion Kracht (Ella Prinz), Maximilian Krückl (Jochen Prinz), Michael Lesch (Rainer Thieme), Katja Woywood (Nadine), Darius Kracht (Lukas Prinz), Maria Ehrich (Sabine Prinz)                                                                                           |
| 7       | Afrika                 | 19. Januar 2007  | Sun City Resort Südafrika                                         | Christina Plate (Sandra Saarberg), Sigmar Solbach (Robert Saarberg), Eva Habermann (Rosa), Michael Roll (Frank Wössner), Dennenesch Zoudé (Sunita), Hary Prinz (Thorsten Hellner), Coco Huemer (Mia Wössner), Simon Morzé (Theo Wössner), Fanny Matschnig (Lola Wössner), Jonathan Taylor (Hoteldirektor), Makgano Mamabolo (Maggy), Thomas Mokgatle (Yimmy), Christine le Brocq (Mutter Oberin) |
| 8       | Dubai – Abu Dhabi      | 2. Februar 2007  | Emirates Palace Abu Dhabi                                         | Sonja Kirchberger (Sarah Reimers), Michaela May (Anna Rothmann), Wolf Roth (Maximilian König), Michael Mendl (Holger Ritter), Andreas Brucker (Lutz Kemper), Nicole Beutler (Renate Frey), Timmi Trinks (Tobias Frey), Pablo Ben Yakov (Sahib), Ramin Yazdani (Scheich Abdul) |
| 9       | Karibik                | 11. Januar 2008  | Gran Bahía Principe Cayo Levantado                                | Uschi Glas (Danielas Mutter Gabriele), Fritz Wepper (Ferry), Nina Bott (Daniela), Witta Pohl (Martha Seliger), Indira Weis (Maria), Bruno Bruni junior (Sebastian Sellmann), Klaus Wildbolz (Dr. Norbert Sellmann), Ronja Forcher (Eva), Luka Kumi (Leonel), Francisco Cruz (Leonels Vater) |
| 10      | China                  | 18. Januar 2008  | Grand Epoch City Zhengan Gong Hotel                               | Gaby Dohm (Loretta Boehme), Christian Wolff (Thomas Ritter), Peter Weck (Karl Brand), Simone Hanselmann (Anna Brand), Kristian Kiehling (Fabian Boehme), Bian Yuan (David Wang), Shaohua Ma (Yong Wang) |
| 11      | Malaysia               | 16. Januar 2009  | Four Seasons Resort Langkawi                                      | Tina Ruland (Sonja Lehmann), Günther Maria Halmer (Lorenz Henschel), Barbara Wussow (Jennifer Hofmann), Lino Sliskovic (Tom Hofmann), Elisabeth Lanz (Sabine Kilian), Johannes Brandrup (Sascha Sorell), Ankie Beilke (Vivien Miller), Pamina Grünsteidl (Marie Kilian), Patrick Teoh (John Wong), Rob Whiting (Daniel Falk), Benjamin Tan (Architekt Rhooney)                                   |
| 12      | Kap der Guten Hoffnung | 23. Januar 2009  | Sun International                                                 | Gila von Weitershausen (Hanna Beckett), Michael Greiling (Jonathan Beckett), Sonsee Neu (Natalie Wagner), Timothy Peach (Lukas Hafner), Lara Joy Körner (Katharina Kühn), Wolfgang Fierek (Dr. Mike Kubach), Manuel Witting (Lennard Beckett), Frank Hoffmann (Franz-Josef Wolf), Suhail Matter (Joel), Mary Twala (Noemi), Luscious N. Dosi (Tom)                                               |
| 13      | Chiang Mai             | 8. Januar 2010   | Mandarin Oriental (neuer Name: Dhara Dhevi)                       | Katerina Jacob (Ursula Lehmann), Heinz Hoenig (Hermann Lehmann), Sophie Wepper (Meike Lehmann), Peter Kremer (Carsten), Gunther Gillian (Philipp Schmitt), Jan Sosniok (Jens), Ann-Kathrin Kramer (Susanne Rückert), Harald Krassnitzer (Holger Rückert), Eva-Maria Grein (Eva-Maria Grein von Friedl) (Sarah Gos), Wayne Carpendale (Moritz)                                                    |
| 14      | Sri Lanka              | 22. Januar 2010  | mehrere Hotels, kein „Traumhotel“ (u. a. The Mount Lavinia Hotel) | Saskia Valencia (Nadja Bülow), Bernhard Bettermann (Leon Groß), Jenny Jürgens (Monika Golz), Sabine Vitua (Lisbeth Harzer), Karl Fischer (Gregor Pohlmann alias Kurt Gramlich), Ivonne Schönherr (Lara Grothe), Florian Fitz (Simon Kern), Denise Zich (Nora Krüger), Miguel Herz-Kestranek (Thilo Krüger), Rozanne Diasz (Taneja), Thusitha Ranasingha (Onkar)                                  |
| 15      | Malediven              | 21. Januar 2011  | Conrad Maledives Rangali Island                                   | Angela Roy (Sandra Bohland), Helmut Zierl (Alexander Weigand), Susanne Uhlen (Eva Ruhland), Sylta Fee Wegmann (Nikola Ruhland), Mirjam Weichselbraun (Greta Junghans), Francis Fulton-Smith (Stefan Färber), Hanna Binke (Lena Färber) |
| 16      | Tobago                 | 28. Januar 2011  | Coco Reef Resort & Spa                                            | Christina Plate (Linda Schlehmann), Jochen Horst (Nico van Hejn), Susanne Michel (Kristina Trondheim), Dietrich Mattausch (Paul Trondheim), Sandra Speichert (Schwester Verena), Ron Williams (Gouverneur Mr. Louis), Elisabeth Thomashoff (Julia), Timel Flament Rivas (David Louis) |
| 17      | Vietnam                | 6. Januar 2012   | The Nam Hai                                                       | Sonja Kirchberger (Susanne), Max Tidof (Fabian), Nadeshda Brennicke (Nora Mäder), Gunter Berger (Erik Krüger), Roy Peter Link (Malte Krüger), Linda Chang (Lamai), Marisa Leonie Bach (Julia Zeller), Dam Thi Loan (Lamais Mutter), Nguyen Lan Phuong (Frau Nguyen) |
| 18      | Brasilien              | 13. Januar 2012  | Tivoli Ecoresort Praia do Forte                                   | Heidelinde Weis (Henriette von Lichterhagen), Peter Weck (Leopold Wagner), Muriel Baumeister (Sarah Ingenhoven), Katharina Stemberger (Silke Wagner), Alexander Wussow (Götz Wagner), Fernanda Brandão (Bea Trees), Patrick Nuo (Ricardo), Nico Liersch (Anton Ingenhoven), Ana Claudia Menezes (Ana)                                                                                            |
| 19      | Myanmar                | 4. Januar 2013   | Aureum Palace Hotel, Bagan                                        | Christine Neubauer (Maria Schneider), Sky Du Mont (Georg Körner), Esther Schweins (Anna Pauli), Hardy Krüger jr. (Hendrik Felden), Sven Martinek (Frank Simon), Marion Mitterhammer (Verena Simon) |
| 20      | Marokko                | 31. Oktober 2014 | Sahara Palace Marrakesch                                          | Franziska Stavjanik (Gabrielle Jansen, Ex-Frau von Markus und Leonies Mutter), Fritz von Friedl (Arzt), Nadia Benzakour (Rezeptionistin), Proschat Madani (Jamila), Ismail Zagros (Ahmed), Rachid Berrade (Ahmeds Vater), Fatiha Ouatili (Ahmeds Mutter), Mehdi el Ouazzani (Dr. Samet) |

## Titelmusik
Die Titelmusik Fly Away, gesungen von Alexander Klaws, ist als Download erhältlich.

## DVD-Veröffentlichungen
Beginnend mit Episode 1 am 17. April 2009 wurden die Episoden auf einzelnen DVDs publiziert. Die letzte Episode 20 wurde schließlich am 7. November 2014 veröffentlicht.
Etwa im gleichen Zeitrahmen erschienen Sammelboxen mit je fünf Episoden bzw. fünf DVDs. Die Box Folge 1 mit den Episoden 1, 3, 6, 7, und 8 erschien am 9. Oktober 2009. Es folgten Box Folge 2 (Episoden 2, 4, 5, 9, 10) am 17. September 2010, Box Folge 3 (Episoden 11 bis 15) am 30. September 2011 und Box Folge 4 (Episoden 16 bis 20) am 7. November 2014.
Am 15. September 2017 erschien schließlich eine Gesamtausgabe mit allen 20 Episoden bestehend aus den oben genannten vier Sammelboxen. Alle Veröffentlichungen erfolgten durch  MCP Sound & Media.

## Ungereimtheiten
In der Episode aus Chiang Mai wird eine Person beim Tauchen im Meer vermisst und einige Szenen spielen an einem Strand; Chiang Mai ist über 500 km von einer Küste entfernt.
In der ersten Folge telefoniert Markus mit Leonies Mutter und nennt sie Susanne. In der letzten Folge heißt Leonies Mutter plötzlich Gabrielle.
In der Folge „Myanmar“ fahren die Darsteller auf dem Weg von Yangon nach Bagan häufig am Strand oder der Küste entlang. Auf dieser Strecke befindet sich in sinnvollem Abstand allerdings keine Küste.
Die Episode „Mexiko“ spielt in der Hacienda Temozon in der Nähe von Mérida im Landesinneren. Dennoch gibt es eine Szene am Hotelstrand, bei der die Schauspieler vorgeben, der Strand gehöre zum Hotel.
In der Episode „Sri Lanka“ verunglückt eine Protagonistin beim Aufstieg auf den Adams Peak und ein Elefant aus dem Elefantenwaisenhaus Pinnawela kommt ihr zur Hilfe. Zwischen den beiden Schauplätzen liegen in der Realität jedoch 100 km.
Die Episode „Bali“ spielt im Oberoi Hotel auf Lombok. Im Film wird suggeriert, dass alles auf Bali von dort aus per Auto zu erreichen ist bzw. auf dem Hotelgelände liegt, wie z. B. der Golfabschlagplatz beim Tempel Tanah Lot. In der Realität jedoch benötigt man einen Inlandsflug zwischen den beiden Inseln oder die Fähre.
Auch bei der Folge aus Indien nimmt man es mit der Entfernung nicht so genau. Das Urlaubshotel, in dem die Szenen spielen, liegt in Goa. Der Maharadschapalast als weiterer Schauplatz der Handlung liegt in Udaipur, was ca. 1200 km entfernt ist.